# Lomekwi

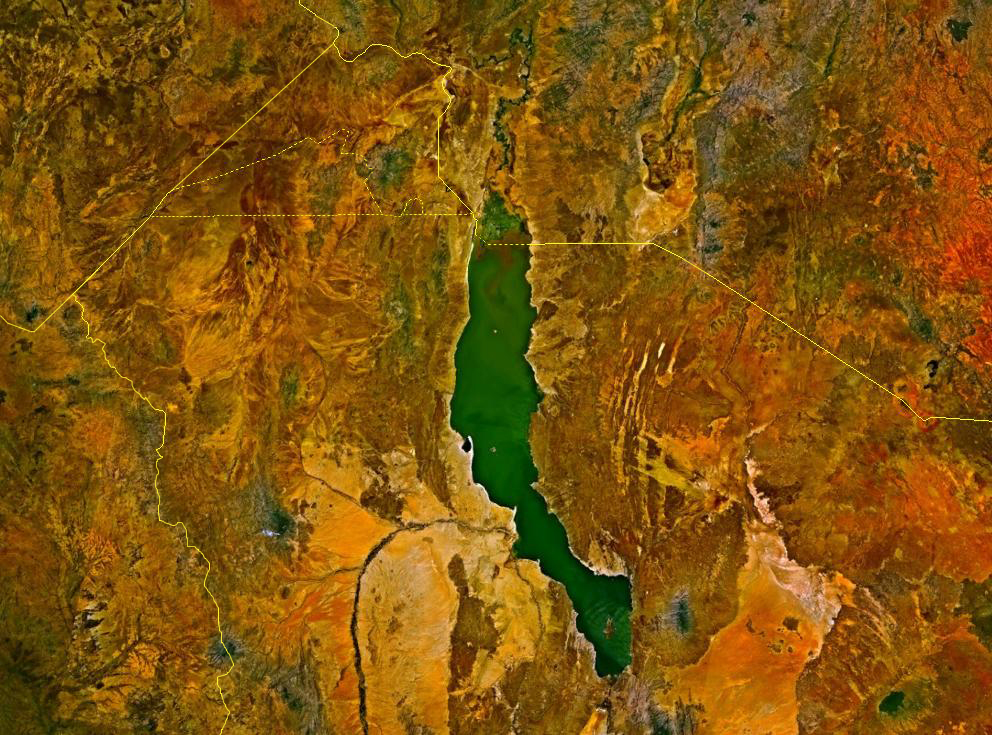
Lomekwi fica perto da margem oeste do Lago Turkana, que é mostrada em verde nesta imagem de satélite.

Lomekwi 3 é um sítio arqueológico no Quênia, onde foram descobertas ferramentas de pedra antigas datadas de 3,3 milhões de anos atrás, o que as torna as mais antigas já encontradas.

## Lomekwi 3
Em julho de 2011, uma equipe de arqueólogos liderada por Sonia Harmand e Jason Lewis, da Stony Brook University, Estados Unidos, estava indo para um local perto do lago Turkana, no Quênia, perto de onde fósseis de platyops de Kenyanthropus haviam sido encontrados anteriormente. O grupo fez uma curva errada no caminho e acabou em uma região anteriormente inexplorada e decidiu fazer algumas pesquisas. Eles rapidamente encontraram alguns artefatos de pedra no site, que chamaram de Lomekwi 3. Um ano depois, eles retornaram ao local para uma escavação completa. Harmand apresentou suas descobertas na reunião anual da Sociedade de Paleoantropologia em 14 de abril de 2015 e publicou o anúncio e os resultados completos na capa da Nature em 21 de maio de 2015.

### Artefatos
Cerca de 20 artefatos bem preservados foram desenterrados em Lomekwi 3, incluindo bigornas, núcleos e lascas. Foram encontrados 130 artefatos adicionais na superfície. Em um exemplo, a equipe de Harmand foi capaz de combinar uma lasca com o núcleo, sugerindo que um hominino havia fabricado e descartado a ferramenta no local. As ferramentas eram geralmente bastante grandes - maiores que as ferramentas de pedra mais antigas conhecidas, recuperadas na área de Gona na região Afar da Etiópia, em 1992. O maior pesa 15 kg e pode ter sido usado como bigorna. Segundo Harmand, parecia que os fabricantes de ferramentas haviam escolhido propositadamente grandes blocos pesados de pedra forte, ignorando blocos menores do mesmo material encontrado na área. Ela descartou a possibilidade de que as ferramentas fossem na verdade formações rochosas naturais, dizendo "Os artefatos foram claramente esmagados e não o resultado de uma fratura acidental de rochas". A análise sugeriu que os núcleos foram girados quando os flocos foram arrancados. O objetivo das ferramentas encontradas em Lomekwi 3 não é claro, pois os ossos de animais encontrados no local não apresentam nenhum sinal de atividade de hominina. Esta é a maior expressão da tecnologia Neogene tardia na história da evolução humana.
Com base na posição estratigráfica dos artefatos enterrados (em sedimentos não perturbados) em relação a duas camadas de cinzas vulcânicas e inversões magnéticas conhecidas, Harmand e sua equipe dataram as ferramentas há 3,3 milhões de anos atrás. As descobertas em Lomekwi, portanto, representam as ferramentas de pedra mais antigas já descobertas, anteriores às ferramentas de Gona por 700.000 anos.

### Evolução dos hominídeos
A data antecede o gênero Homo em 500.000 anos, sugerindo que essa ferramenta foi realizada pelo Australopithecus ou Kenyanthropus (encontrado perto de Lomekwi 3). Anteriormente, evidências de uso de ferramentas de pedra pelo Australopithecus haviam sido sugeridas com base em marcas nos ossos de animais, mas esses achados foram debatidos calorosamente, sem nenhum consenso científico se formando nos dois lados do debate.
Harmand disse que os artefatos Lomekwi 3 não se enquadram na tradição de fabricação de ferramentas Oldovaiense e devem ser considerados parte de uma tradição distinta, que ela denominou Lomekwian. Foi levantado a hipótese de que a fabricação de ferramentas pode ter ajudado na evolução do Homo em um gênero distinto. No entanto, não está claro se as ferramentas Lomekwianas estão relacionadas com as feitas pelas espécies Homo - é possível que a tecnologia tenha sido esquecida e mais tarde redescoberta.
Pesquisadores independentes que viram as ferramentas geralmente apoiam as conclusões de Harmand. A antropóloga da Universidade George Washington, Alison Brooks, disse que as ferramentas "não poderiam ter sido criadas por forças naturais...a evidência da datação é bastante sólida". Rick Potts, chefe do Programa de Origens Humanas da Smithsonian Institution, disse que as ferramentas representam um estilo mais primitivo do que as conhecidas, criadas por seres humanos, mas algo mais sofisticado do que o que os chimpanzés modernos fazem. "Não há dúvida de que é proposital" a fabricação de ferramentas, observou ele. O paleoantropólogo Zeresenay Alemseged, responsável pela pesquisa anterior sugerindo que o Australopithecus havia feito ferramentas, também apoiou as conclusões de Harmand.